# غابة المدنية
غابة المدنية هي غابة تقع في المدنية في منطقة متيجة بولاية الجزائر، تدار من قبل هيئة المحافظة على الغابات في الجزائر العاصمة، تحت إشراف المديرية العامة للغابات.

## الموقع
تقع غابة المدنية على بعد 18 كم شرق الجزائر العاصمة، و 70 كم شرق تيبازة و 4 كم من البحر الأبيض المتوسط. تقع في بلدية المدنية في متيجة.

## تاريخ

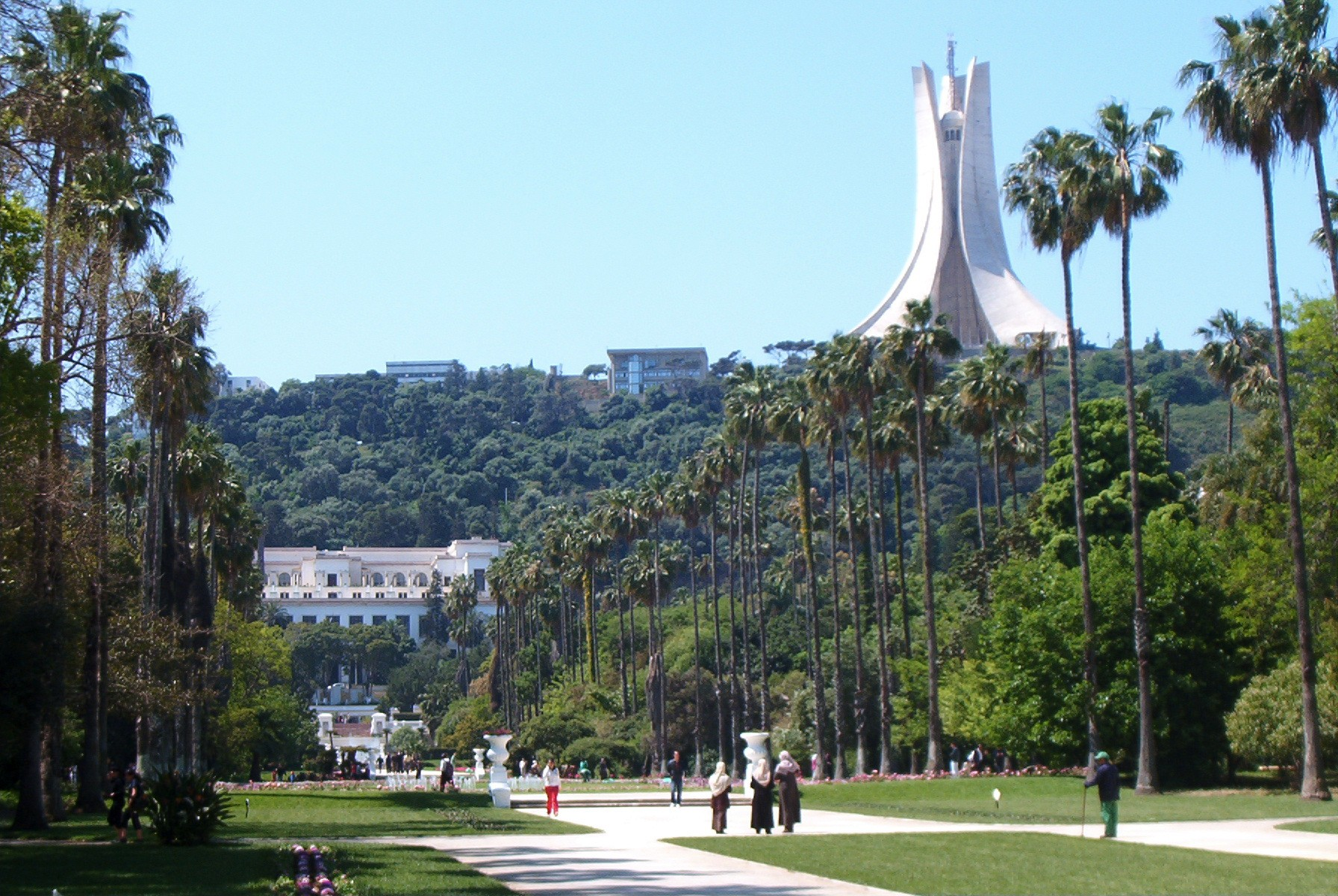
حديقة التجارب ومقام الشهيد.

بسبب التوسع الحضري للعاصمة الجزائر، لم يتبق سوى بضعة هكتارات منها؛ ونظرًا لموقعها الاستراتيجي، تحدها العديد من المؤسسات الحكومية والحيوية، منها تيليفيريك المدنية ومترو الجزائر العاصمة، وقصر الثقافة مفدي زكرياء، ومستشفى الأمراض النفسية، ووزارة الخارجية، حديقة التجارب ومقام الشهيد.
تقع الغابة في هضبة المدنية. وهي مكونة من عشرات أشجار الصنوبر الحلبي، وتعتبر من المناطق الترفيهية. كانت تحتوي على مئات الأشجار لكن دمرتها الحرائق، حيث أحرقت أكثر من 80 شجرة منذ 2009.

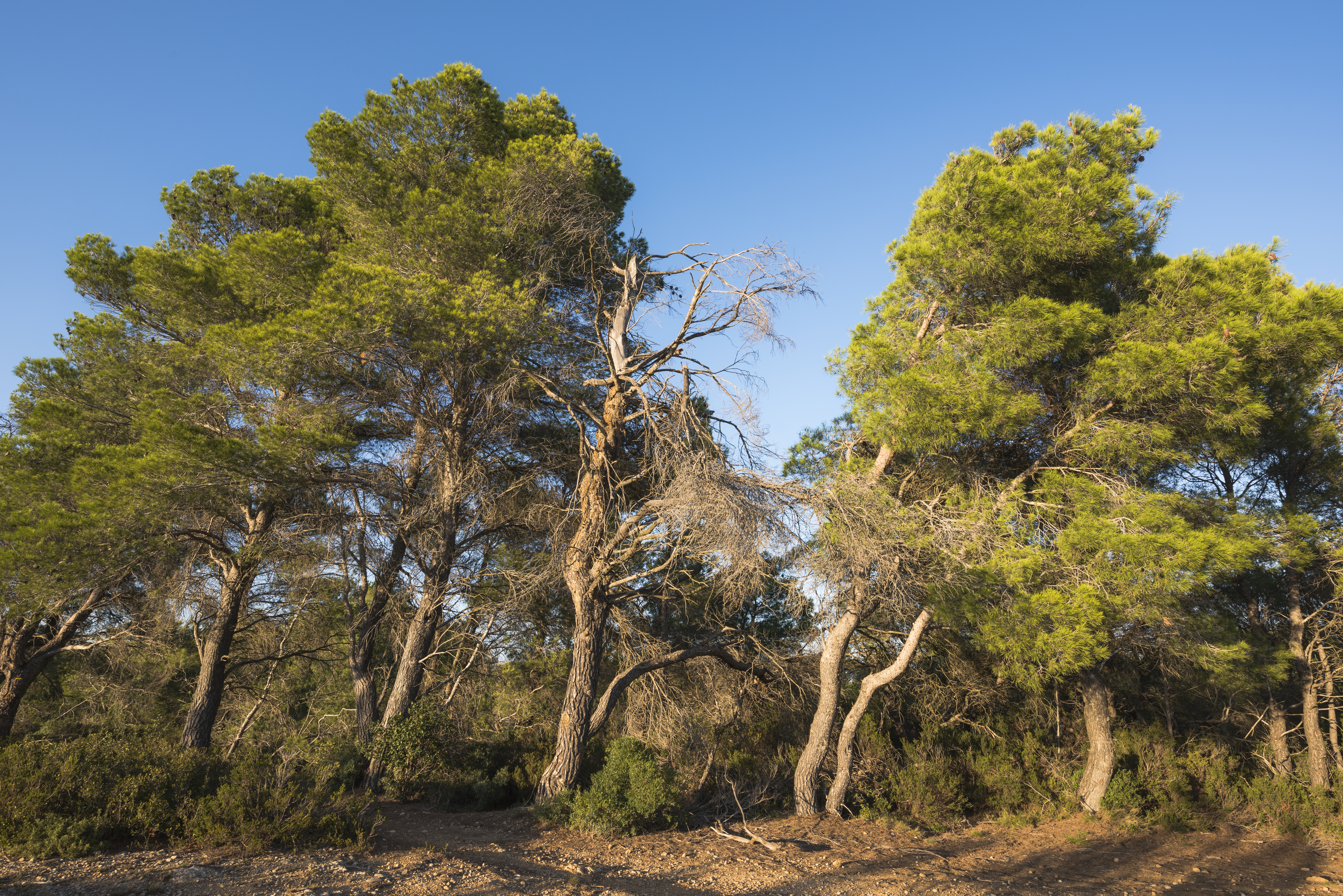
غابة الصنوبر الحلبي.

## روابط خارجية
- تقرير القناة الجزائرية 3 عن الغابة